# Полісилогізм
Полісилогізм — складний силогізм, що утворюється шляхом послідовного поєднання кількох простих силогізмів у логічно зв'язане міркування. Полісилогізм може бути дво-, трискладовим і більше, залежно від кількості силогізмів, що його утворюють. У полісилогізмі висновок попереднього силогізму (просилогізму) становить засновок наступного (епісилогізму). Формальна логіка формулює деякі загальні умови, що характеризують правильність різних видів полісилогізмів.